# 福爾斯敦鎮區 (北卡羅萊納州艾爾代爾縣)
福爾斯敦鎮區（英語：Fallstown Township）是位於美國北卡羅萊納州艾爾代爾縣的一個鎮區。

## 地方資料
福爾斯敦鎮區的面積為79.51平方千米，皆為陸地。根據2020年美國人口普查的數據，當地共有人口9850人，而人口密度為每平方千米123.88人。